# Święty Eustazjusz
Święty Eustazjusz, Eustache de Luxeuil, Eustase, Eustaise (ur. ? w Burgundii, zm. 629 w Luxeuil) – opat, benedyktyn, święty Kościoła katolickiego.
Był uczniem św. Kolumbana Młodszego. W 613 został jego następcą i opatem w klasztorze w Luxeuil (obecnie Luxeuil-les-Bains) z własną regułą. Będąc przełożonym zakonu przewodził grupie 600 mnichów, w tym św. Romarykowi. Opiekował się niewidomymi i uzdrawiał chorych z gorączki.
Udał się w podróż do Bawarii i z misją do Burgenlandu, gdzie wraz ze św. Agilusem założył klasztor Weltenburg (niem.  Kloster Weltenburg; obecnie w Kelheim).
Po synodzie w Mâcon (626/627), na którym uznano regułę św. Kolumbana, miał się przyłączyć do galijskiego Kościoła. Z powodu wielkiej wagi tego wydarzenia, atakowany był wielokrotnie przez mnichów.
Relikwie Świętego znajdują się od 1921 roku w Roville-aux-Chênes w Wogezy.
Eustazjusz jest patronem osób niewidomych, pól i bydła. Jest również orędownikiem przeciw obsesji.
Jednym z jego najbardziej znanych miejsc pielgrzymek był klasztor benedyktynów w Widdersdorfie w Dieuze w Lotaryngii (dzisiejsze opactwo św. Eustazjusza w Vergaville, franc. Abbaye Saint-Eustase de Vergaville), gdzie miały miejsca uzdrowienia i na początku XIII wieku wybudowano tu szpital dla chorych z urazem mózgu i zaburzeniami psychicznymi.
Jego wspomnienie liturgiczne obchodzone jest 2 kwietnia.